# Maulde
Maulde es una comuna francesa situada en el departamento del Norte, en la región de Alta Francia.

## Demografía
| 893 | 798 | 854 | 816 | 887 | 880 | 981 |
| Para los censos de 1962 a 1999 la población legal corresponde a la población sin duplicidades (Fuente: INSEE [Consultar]) |     |     |     |     |     |     |